# Schweizer Fussballmeisterschaft 1927/28
Die 31. Schweizer Fussballmeisterschaft fand 1927/28 statt. Meister wurde der Grasshopper Club Zürich. Es war der 7. Meistertitel für die Zürcher. Meister der Serie Promotion wurde der FC Luzern.

## Modus
Die Serie A war in 3 regionale Gruppen mit je 9 Mannschaften aufgeteilt. Die Sieger der drei Gruppen traten in Finalspielen um die Meisterschaft gegeneinander an. Die Serie Promotion bestand ebenfalls aus 3 regionalen Gruppen, die ihrerseits in je 2 Gruppen zu 8 bis 10 Mannschaften aufgeteilt waren. Die drei Letztklassierten der Serie-A-Gruppen spielten gegen die Sieger der drei entsprechenden Serie-Promotion-Gruppen eine Barrage um den Verbleib in der bzw. den Aufstieg in die Serie A.

## Serie A

### Gruppe Ost
| Pl. | Verein                  | Sp. | S  | U | N  | Tore    | Diff. | Punkte |
| --- | ----------------------- | --- | -- | - | -- | ------- | ----- | ------ |
| 1.  | Grasshopper Club Zürich | 16  | 13 | 2 | 1  | 057:220 | +35   | 28     |
| 2.  | FC Young Fellows Zürich | 16  | 11 | 2 | 3  | 040:200 | +20   | 24     |
| 3.  | FC Lugano               | 16  | 8  | 3 | 5  | 047:360 | +11   | 19     |
| 4.  | FC Blue Stars Zürich    | 16  | 6  | 4 | 6  | 040:430 | −3    | 16     |
| 5.  | FC Zürich               | 16  | 6  | 3 | 7  | 043:420 | +1    | 15     |
| 6.  | FC Chiasso              | 16  | 4  | 4 | 8  | 029:410 | −12   | 12     |
| 7.  | FC St. Gallen           | 16  | 3  | 4 | 9  | 027:380 | −11   | 10     |
| 8.  | SC Brühl St. Gallen     | 16  | 3  | 4 | 9  | 026:470 | −21   | 10     |
| 9.  | FC Winterthur-Veltheim  | 16  | 5  | 0 | 11 | 026:460 | −20   | 10     |

#### Entscheidungsspiele Barrage Serie A/Serie Promotion
|                     | Ergebnis |                        | Ort          |
| ------------------- | -------- | ---------------------- | ------------ |
| FC St. Gallen       | 3:0      | FC Winterthur-Veltheim | Wil          |
| SC Brühl St. Gallen | 2:1      | FC Winterthur-Veltheim | Schaffhausen |

- Der FC Winterthur-Veltheim musste in die Barrage gegen den Sieger der Serie Promotion Ost, den FC Oerlikon. Der FC St. Gallen und der SC Brühl St. Gallen verblieben in der Serie A.

### Gruppe Zentral
| Pl. | Verein             | Sp. | S  | U | N  | Tore    | Diff. | Punkte |
| --- | ------------------ | --- | -- | - | -- | ------- | ----- | ------ |
| 1.  | FC Nordstern Basel | 16  | 10 | 3 | 3  | 040:110 | +29   | 23     |
| 2.  | BSC Young Boys     | 16  | 9  | 4 | 3  | 034:100 | +24   | 22     |
| 3.  | FC Basel           | 16  | 10 | 1 | 5  | 027:210 | +6    | 21     |
| 4.  | FC Aarau           | 16  | 8  | 4 | 4  | 027:190 | +8    | 20     |
| 5.  | FC Bern            | 16  | 7  | 3 | 6  | 032:220 | +10   | 17     |
| 6.  | FC Grenchen        | 16  | 5  | 3 | 8  | 020:330 | −13   | 13     |
| 7.  | FC Concordia Basel | 16  | 5  | 1 | 10 | 026:380 | −12   | 11     |
| 8.  | BSC Old Boys Basel | 16  | 4  | 2 | 10 | 015:400 | −25   | 10     |
| 9.  | FC Solothurn       | 16  | 2  | 3 | 11 | 016:430 | −27   | 07     |

### Gruppe West
| Pl. | Verein                            | Sp. | S  | U | N | Tore    | Diff. | Punkte |
| --- | --------------------------------- | --- | -- | - | - | ------- | ----- | ------ |
| 1.  | Étoile Carouge FC                 | 16  | 13 | 1 | 2 | 041:150 | +26   | 27     |
| 2.  | Servette FC                       | 16  | 10 | 0 | 6 | 052:260 | +26   | 20     |
| 3.  | FC Biel-Bienne                    | 16  | 8  | 4 | 4 | 031:220 | +9    | 20     |
| 4.  | Étoile-Sporting La Chaux-de-Fonds | 16  | 6  | 5 | 5 | 030:280 | +2    | 17     |
| 5.  | FC Lausanne-Sports                | 16  | 5  | 3 | 8 | 032:360 | −4    | 13     |
| 6.  | FC La Chaux-de-Fonds              | 16  | 5  | 3 | 8 | 019:320 | −13   | 13     |
| 7.  | FC Fribourg                       | 16  | 5  | 2 | 9 | 022:360 | −14   | 12     |
| 8.  | Urania Genève Sport               | 16  | 5  | 2 | 9 | 019:330 | −14   | 12     |
| 9.  | Cantonal Neuchâtel                | 16  | 3  | 4 | 9 | 014:320 | −18   | 10     |

### Finalrunde
| Datum          |                         | Ergebnis |                         | Ort    |
| -------------- | ----------------------- | -------- | ----------------------- | ------ |
| 22. April 1928 | FC Nordstern Basel      | 2:1      | Étoile Carouge FC       | Basel  |
| 29. April 1928 | Étoile Carouge FC       | 1:4      | Grasshopper Club Zürich | Genf   |
| 13. Mai 1928   | Grasshopper Club Zürich | 2:1      | FC Nordstern Basel      | Zürich |

Tabelle
| Pl. | Verein                  | Sp. | S | U | N | Tore    | Diff. | Punkte |
| --- | ----------------------- | --- | - | - | - | ------- | ----- | ------ |
| 1.  | Grasshopper Club Zürich | 2   | 2 | 0 | 0 | 006:200 | +4    | 04     |
| 2.  | FC Nordstern Basel      | 2   | 1 | 0 | 1 | 003:300 | ±0    | 02     |
| 3.  | Étoile Carouge FC       | 2   | 0 | 0 | 2 | 002:600 | −4    | 0      |

## Serie Promotion

### Ost

#### Gruppe 1
- Der FC Oerlikon wurde Sieger der Gruppe 1 Ost.

#### Gruppe 2
| Pl. | Verein                   | Sp. | S  | U | N  | Tore    | Diff. | Punkte |
| --- | ------------------------ | --- | -- | - | -- | ------- | ----- | ------ |
| 1.  | Sparta Schaffhausen      | 18  | 13 | 2 | 3  | 053:220 | +31   | 28     |
| 1.  | FC Frauenfeld            | 18  | 14 | 0 | 4  | 067:320 | +35   | 28     |
| 3.  | FC Töss                  | 18  | 11 | 3 | 4  | 055:280 | +27   | 25     |
| 4.  | FC St. Gallen 2          | 18  | 7  | 4 | 7  | 036:440 | −8    | 18     |
| 5.  | FC Winterthur-Veltheim 2 | 18  | 7  | 3 | 8  | 044:350 | +9    | 17     |
| 6.  | SC Brühl St. Gallen 2    | 18  | 5  | 5 | 8  | 040:450 | −5    | 15     |
| 7.  | SC Veltheim              | 18  | 6  | 3 | 9  | 040:500 | −10   | 15     |
| 8.  | Winterthurer Sportverein | 18  | 7  | 1 | 10 | 034:560 | −22   | 15     |
| 9.  | FC Romanshorn            | 18  | 5  | 3 | 10 | 037:600 | −23   | 13     |
| 10. | FC Arbon                 | 19  | 1  | 4 | 14 | 025:590 | −34   | 06     |

#### Entscheidungsspiel Sieger Gruppe 2 Ost
|                     | Ergebnis |               |
| ------------------- | -------- | ------------- |
| Sparta Schaffhausen | 4:2      | FC Frauenfeld |

- Sparta Schaffhausen wurde Sieger der Gruppe 2 Ost und nahm an den Entscheidungsspielen um den Sieger der Serie Promotion Ost teil.

#### Entscheidungsspiele Sieger Serie Promotion Ost
| Datum         |             | Gesamt |                     | Hinspiel | Rückspiel |
| ------------- | ----------- | ------ | ------------------- | -------- | --------- |
| 15./22. April | FC Oerlikon | 4:2    | Sparta Schaffhausen | 2:0      | 2:2       |

- Der FC Oerlikon wurde Sieger der Serie Promotion Ost und nahm an den Finalspielen der Serie Promotion teil.

### Zentral

#### Entscheidungsspiele Sieger Serie Promotion Zentral
| Datum             |           | Gesamt |                   | Hinspiel | Rückspiel |
| ----------------- | --------- | ------ | ----------------- | -------- | --------- |
| 25. März/1. April | FC Luzern | 9:2    | Black Stars Basel | 4:1      | 5:1       |

- Der FC Luzern wurde Sieger der Serie Promotion Zentral und nahm an den Finalspielen der Serie Promotion teil.

### West

#### Entscheidungsspiele Sieger Serie Promotion West
| Datum            |                      | Gesamt |                | Hinspiel | Rückspiel |
| ---------------- | -------------------- | ------ | -------------- | -------- | --------- |
| 29. April/6. Mai | FC Concordia Yverdon | 3:5    | Forward Morges | 2:4      | 1:1       |

- Forward Morges wurde Sieger der Serie Promotion West und nahm an den Finalspielen der Serie Promotion teil.

### Finalspiele
| Datum         |                | Ergebnis |                |
| ------------- | -------------- | -------- | -------------- |
| 27. Mai 1928  | Forward Morges | 0:3      | FC Oerlikon    |
| 7. Juni 1928  | FC Luzern      | 9:0      | Forward Morges |
| 17. Juni 1927 | FC Oerlikon    | 0:5      | FC Luzern      |

Tabelle
| Pl. | Verein         | Sp. | S | U | N | Tore    | Diff. | Punkte |
| --- | -------------- | --- | - | - | - | ------- | ----- | ------ |
| 1.  | FC Luzern      | 2   | 2 | 0 | 0 | 014:000 | +14   | 04     |
| 2.  | FC Oerlikon    | 2   | 1 | 0 | 1 | 003:500 | −2    | 02     |
| 3.  | Forward Morges | 2   | 0 | 0 | 2 | 000:120 | −12   | 0      |

## Barrage Serie A/Serie Promotion
Alle Serie-A-Mannschaften (FC Winterthur-Veltheim, FC Solothurn und Cantonal Neuchâtel) gewannen die Barrage und verblieben in der Serie A.

### Gruppe Ost
| Datum           |                        | Gesamt |             | Hinspiel | Rückspiel |
| --------------- | ---------------------- | ------ | ----------- | -------- | --------- |
| 6./13. Mai 1928 | FC Winterthur-Veltheim | 6:3    | FC Oerlikon | 2:2      | 4:1       |

- Der FC Winterthur-Veltheim verblieb in der Serie A.

### Gruppe Zentral
| Datum           |              | Gesamt |           | Hinspiel | Rückspiel |
| --------------- | ------------ | ------ | --------- | -------- | --------- |
| 13./20 Mai 1928 | FC Solothurn | 4:3    | FC Luzern | 2:1      | 2:2       |

- Der FC Solothurn verblieb in der Serie A.

### Gruppe West
| Datum         |                    | Ergebnis |                    | Ort      |
| ------------- | ------------------ | -------- | ------------------ | -------- |
| 13. Mai 1928  | Forward Morges     | 0:1      | Cantonal Neuchâtel |          |
| 20. Mai 1928  | Cantonal Neuchâtel | 1:2      | Forward Morges     |          |
| 10. Juni 1928 | Forward Morges     | 0:2      | Cantonal Neuchâtel | Lausanne |

- Cantonal Neuchâtel verblieb in der Serie A.